# Masaki
Masaki (jap. 松前町 Masaki-chō) – miasto w Japonii, na wyspie Sikoku, w prefekturze Ehime. Według danych na rok 2020 miejscowość zamieszkiwało 29 630 mieszkańców , a gęstość zaludnienia wyniosła 1451,7 os./km².